# Lendplatz

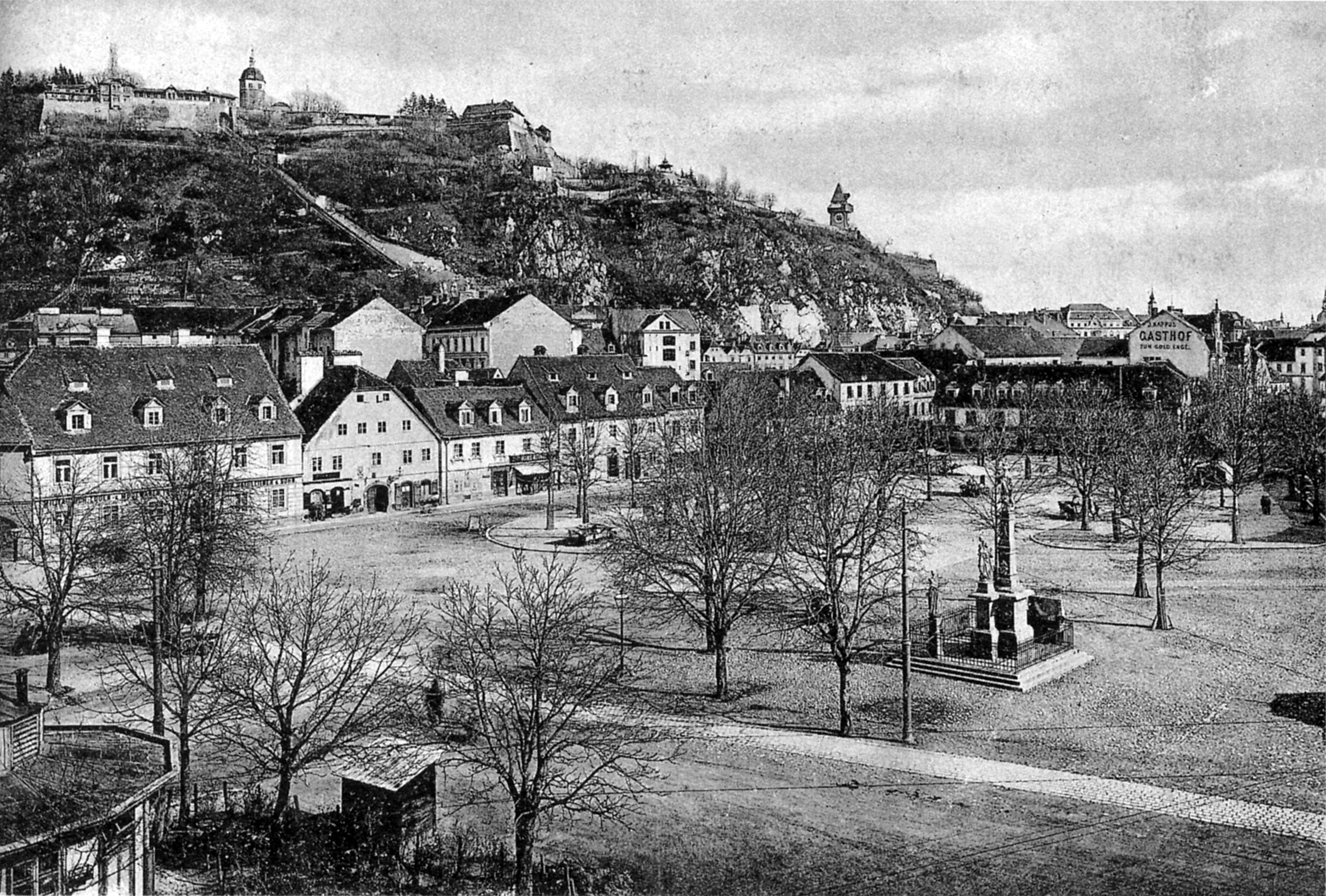
Graz, Lendplatz, südlicher Teil, 1906

Der Lendplatz ist eine planmäßige, sackförmig gestreckte, vermutlich um 1700 abgeschlossene Platzanlage im Stadtbezirk Lend der Stadt Graz. Er wird durch die Keplerstraße in zwei Hälften geteilt. Am Lendplatz befindet sich die Zentrale der Berufsfeuerwehr Graz sowie eine Polizeiinspektion und ein Mercure-Hotel.

## Name
Der Begriff „Lend“ kommt vom „Anlenden“, dem Anlegen der Schiffe, die auf der Mur verkehrten. Wegen ihres stark schwankenden Pegels ließ sich die Mur kaum zum Betrieb von Mühlen nutzen. Daher wurden Mühlen und andere gewerbliche und industrielle Betriebe an kleineren Wasserläufen errichtet, die durch das Grazer Becken flossen oder an künstlich angelegten Kanälen.

## Geschichtliches
Seit dem 16. und besonders seit dem 17. Jahrhundert ermöglichte die fortschreitende Ufersicherung eine beträchtliche Vergrößerung der Murvorstadt (Stadtbezirke Lend und Gries). So war seit der zweiten Hälfte des 16. Jahrhunderts bereits die gesamte Mariahilferstraße bis Einmündung der Stockergasse verbaut. Damals begann das Bürgerspital seine ausgedehnten Gründe zu verkaufen, da man sich dadurch reichere Einnahmen verschaffte, als es durch Eigenbewirtschaftung möglich gewesen wäre. Mit der damit einsetzenden Verbauung war die Basis für die Entstehung des Lendplatzes (wie übrigens auch des Griesplatzes) gegeben. Von seiner Gestalt her stellt sich der Lendplatz als die sackartige Erweiterung zwischen der Mariahilfer- und Wiener Straße dar und lässt die planmäßige Bebauung durch das Grazer Bürgerspital erkennen. Nach Fritz Popelka ist der Lendplatz von seiner Form und Gestalt her ein gewöhnlicher Dorfstraßenplatz, dessen Raumgröße durch die hier abgehaltenen Viehmärkte bedingt war. Seine Achse bildet zur Mariahilferstraße einen Winkel von ca. 120 Grad. Diese schiefe Richtung wurde durch einen Murarm hervorgerufen, der zur Mitte des 17. Jahrhunderts noch vorhanden war. An diesen Arm wurde die östliche Häuserzeile angebaut. Bis um 1700 war die Verbauung des Lendplatzes
so weit fortgeschritten, dass er bereits allseitig mit Häusern besetzt war.
Der Lendplatz war eine Siedlungszone von Handwerkern und kleinen Gewerbetreibenden. Er galt in seinen Anfängen als Wohnort der untersten und ärmsten sozialen Schichten. Der verrufenste Teil war die „obere Lend“ von der Mariahilferstraße bis zum Kalvarienberg. Dort hielt sich 1655 „Raubgesindel“ mit entlaufenen Jesuiten und Scholaren auf, und es schien nicht ratsam, sogar „undtertags zu dem Perg Calvario zu gehn“. Nahe dem Lendplatz war der Sigmundstadl eines der ärmsten Stadtquartiere, eine Armenkolonie mit armseligen Keuschen. Bei einer Musterung im Jahre 1679 wurden in diesem Bereich 323 Bettler registriert. Groß war die Zahl der verwahrlosten Kinder, die sich nicht selten zu Banden zusammenschlossen. Auch Dirnen und Strolche fanden hier Unterschlupf.
Im 17. und 18. Jahrhundert grassierten dort wegen der schlechten Bedingungen Seuchen wie Pest und Ruhr. Im Jahre 1680 erkrankten in Graz rund 4.000 Menschen an der Pest, drei Viertel davon starben (die Stadt zählte damals ca. 15.000 Einwohner). Erst im Dezember ließ die Seuche nach und wurde Ende Jänner 1681 für erloschen erklärt. Die Not brachte viele Gelübde, und als Folge eines solchen entstand nach dem Abklingen der Seuche die Pestsäule auf dem Lendplatz. Die mit 1680 datierte barocke Pestsäule wurde 1845 infolge einer Straßenerweiterung an ihren heutigen Standort im Südbereich des Lendplatzes übertragen. Die monumentbekrönende Maria mit Kind wird dem Eggenberger Hofbildhauer Andreas Marx (um 1640–1701) zugeschrieben.

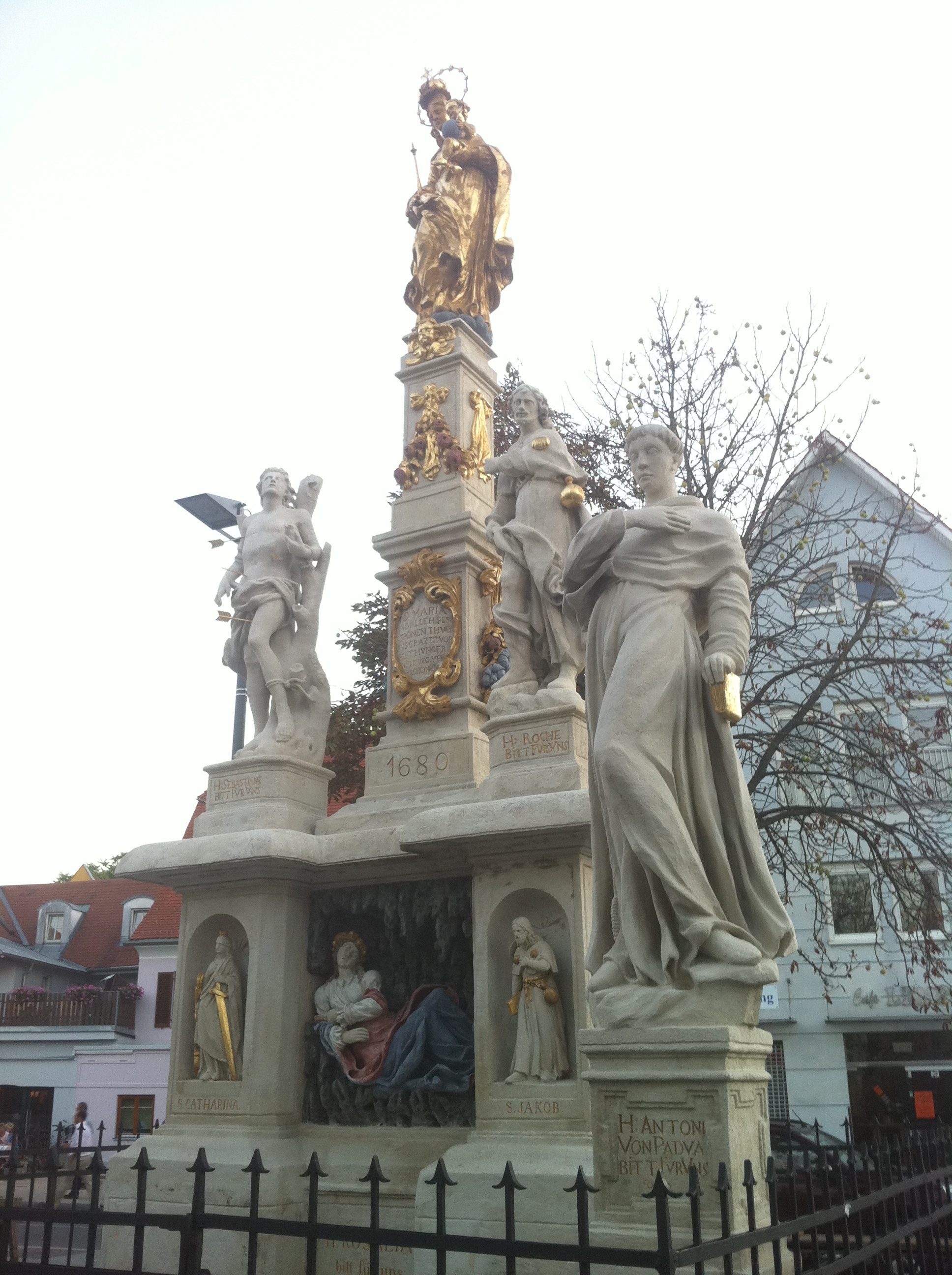
Denkmalgeschützte Pest- und Mariensäule am Lendplatz

Durch die verkehrsgünstige Lage direkt an der Nord-Süd-Verbindung siedelten sich am Lendplatz viele Beherbergungsbetriebe an.

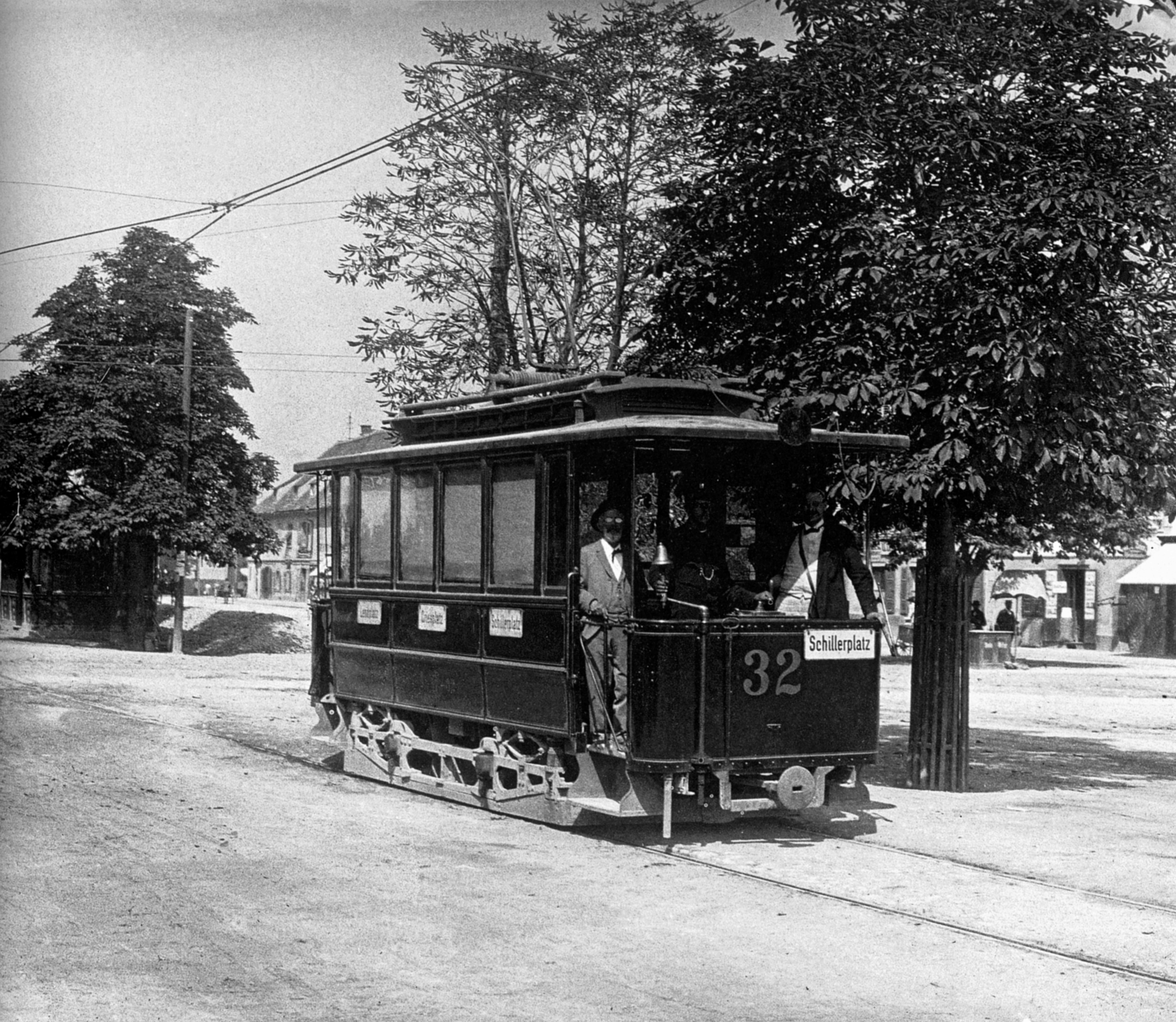
Graz, Lendplatz, „Erste Elektrische“ (Linie 3), 24. Juni 1899

Nachdem das Depot der Berufsfeuerwehr am Mariahilferplatz zu klein geworden war, bot sich 1877 der Stadt Graz die Gelegenheit, die Häuser 15, 16 und 17 dafür anzukaufen. Seit damals befindet sich die Zentralwache an diesem Ort. Das aktuelle Gebäude stammt aus den Jahren 1970–1983 mit Erweiterungen 1991 und 1998.
Der Lendplatz galt (und gilt) aufgrund seiner Geräumigkeit als geeigneter Marktplatz. Hier wurden die Viehmärkte abgehalten. In der Marktordnung von 1791 wird der Holzkohlenmarkt genannt, auf dem beispielsweise Schlosser, Schmiede und Spengler ihren Bedarf deckten. Damals wurde nicht nur auf dem Wagen zu Markte gebracht, sondern auch vom Wagen herunter verkauft. Das galt nicht nur für Holz, Holzkohlen und Kraut, sondern ebenso für Obst und besonders für Kopfkraut. Nach dem Amtsbericht von 1877 standen im Herbst am Mittwoch und am Samstag die Krautwagen an der Ostseite des Platzes, oft bis zu 200 an der Zahl. 1861 wurden die Jahrmärkte, die bis dahin auf dem Hauptplatz abgehalten wurden, zum Lendplatz verlegt. Nach 1886 folgten die „Fetzenmärkte“, die bis 1922 hier verblieben.
Von 1934 bis 1943 verkehrte die Autobuslinie 4 zwischen Lendplatz und Thalersee. Heute (2010) wird der Lendplatz von den Autobuslinien 40, 58, 63 und 67 der Grazer Verkehrsbetriebe angefahren, zwischen denen Umsteigemöglichkeiten bestehen.
Seit 1945 befindet sich hier ein Bauernmarkt, der 1999 umgestaltet wurde. Eine Markthalle wurde modernisiert, diese und eine Reihe neu errichteter Stände sind überwiegend gastromisch orientiert und weisen in der wärmeren Jahreszeit Gastgärten auf.
Während die zwei Drittel im Norden und der Mitte des Platzes stark vom Auto und Busverkehrs auf und zwischen Kepler-, Volksgarten- und auch Wienerstraße zerschnitten werden, ist das südliche Drittel ruhiger. Umgeben von schmäleren Fahrbahnen trägt das innere gepflasterte Rechteck hier die Markthalle, feste Gastro-Stände mit temporären Sitzgärten, zeitweise die Tisch-Stände des Bauernmarkts, ein Denkmal – eine steinerne Statue sowie einige Bäume. Am Rand dieses Rechtecks liegen auf Fahrbahnniveau einige Autoparkplätze und ein Taxistandplatz, temporär ab 19 Uhr noch ein weiterer.
Etwa 1/6 im Südosten dieses Rechtecks ist als Autoparkplatz eingerichtet, zeitweise gebührenpflichtige Kurzparkzone wie stadtüblich. Im nördlichen Viertel des Rechtecks hat sich eingebürgert, dass, wenn die Marktlieferanten mit ihren Kraftfahrzeuge abgefahren sind, Autos von Privaten hier geparkt wurden. Eigentlich rechtswidrig, doch polizeilich geduldet, auch wenn zeitweise die Autos so dicht stehen, dass Fußverkehr unbequem wird. Mai/Juni 2015 verordnete der Gemeinderat den Marktplatz als Fußgängerzone, um das bislang geduldete Autoparken hier zurückzudrängen. Nach der folgenden politischen Auseinandersetzung, in dem die Wirtschaftskammer für das Erlauben des Autoparkens eintrat, setzte sich diese Auffassung kurze Zeit darauf durch.
2015 wurde im gleichen Zug die 10 bis 15 m breite Freifläche an der Ostseite des Platzes als Fußgängerzone ohne Ausnahme für Radfahrer verordnet, obwohl dort – abseits der bis zu 4-spurigen Einrichtungsfahrbahn – seit Jahren Radverkehr in zwei Richtungen fließt. Radlobby Argus Steiermark moniert am 10. Mai 2015, dass Radfahrer nicht berücksichtigt wurden. Seit der Korrekturverordnung, die ebenfalls Radverkehr unbetrachtet lässt, ist das Zufahren für Kfz zu den anliegenden Häusern erlaubt. Lebensmittelmarkt, Hotel und Papiergeschäft sind mit Laderampen an den östlichen Rückseiten der Gebäude und einer Zufahrt zur privat betriebenen Tiefgarage von der Neubaugasse her aufgeschlossen.
Zum Straßenfest Lendwirbel wird der Marktplatz jedoch autofrei bespielt.

## Verkehr
Der Lendplatz wird mittig von Ost nach West von der Keplerstraße durchtrennt, welche eine wichtige Verbindung zum Hauptbahnhof darstellt. Auch an das Netz der Öffentlichen Verkehrsmitteln ist der Lendplatz gut angeschlossen.
| Linie                            | Streckenverlauf                                                              |
| -------------------------------- | ---------------------------------------------------------------------------- |
| Liste der Linien der Graz Linien | Jakominiplatz – Lendplatz – Gösting                                          |
| Liste der Linien der Graz Linien | Hauptbahnhof – Lendplatz – Mariagrün – St. Leonhard/Klinikum Mitte – Ragnitz |
| Liste der Linien der Graz Linien | Hauptbahnhof – Lendplatz – Schulzentrum St. Peter                            |
| Liste der Linien der Graz Linien | Zentralfriedhof – Griesplatz – Lendplatz – Zanklstraße                       |
| Liste der Linien der Graz Linien | Jakominiplatz – Lendplatz – Zanklstraße                                      |
| 110                              | Graz Hauptbahnhof – Lendplatz – Gratkorn – Enzenbach                         |
| 111                              | Graz Lendplatz – Gratkorn – Gratwein – Rein                                  |
| 711                              | Graz Lendplatz – Lieboch – Hitzendorf                                        |
| N3                               | Gösting – Lendplatz – Jakominiplatz – Pachern                                |